# Torre Gaia

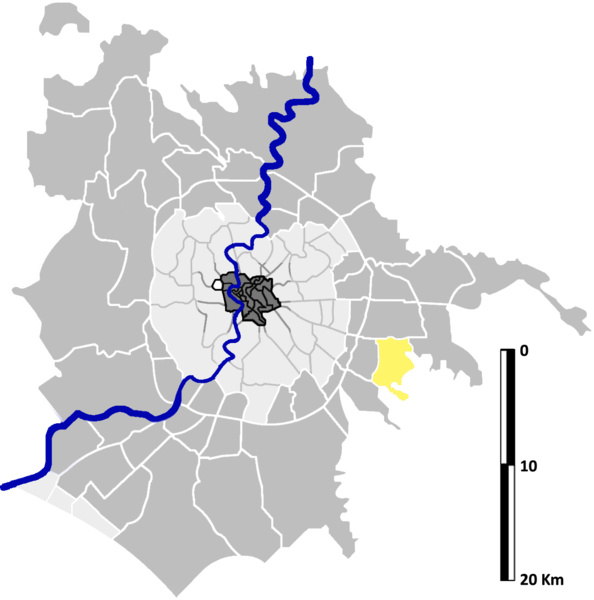
Localisation de Torre Gaia sur la carte administrative de Rome.

Torre Gaia est une zona di Roma (zone de Rome) située au sud-est de Rome dans l'Agro Romano en Italie. Elle est désignée dans la nomenclature administrative par Z.XVII et fait partie des Municipio VI et VII. Sa population est de 22 347 habitants répartis sur une superficie de 11,38 km2.

## Lieux particuliers
- Église Santa Maria Causa Nostrae Laetitiae
- Église Santa Margherita Maria Alacoque a Torrenov (1978)
- Église San Bernardino da Siena
- Église Santa Maria Madre dell'Ospitalità
- Église Santa Maria Regina della Pace